# Медаль Лоуренса Смита
Медаль Лоуренса Смита (англ. Lawrence Smith Medal) — награда, вручаемая Национальной академией наук США каждые три года за достижения в области исследований метеоритных материалов.

## История
Названа в честь американского химика и исследователя метеоров Джона Лоуренса Смита. Награда включает в себя приз в размере 50 000 долларов.
Медаль Лоуренса Смита была учреждена на собственные денежные средства Сарой Джулией Смит в память о ее муже и вручается с 1888 года.

## Список награждённых медалью
| Год  | Награждённый          | Описание |
| ---- | --------------------- | --- |
| 2018 | Кевин Маккиган        | За применение микроаналитических методов для изучения метеоритных материалов - невероятно точных исследований, которые улучшили наше понимание процессов и хронологии ранней солнечной системы.                                                                           |
| 2015 | Хироко Нагахара       | За работу по кинетике процессов испарения и конденсации в ранней Солнечной системе и ее фундаментальный вклад в одну из самых устойчивых загадок в метеоритике, формирование хондр, которые составляют характерный компонент наиболее многочисленной группы метеоритов.   |
| 2012 | Гарри МакСвин         | За исследования магматических и метаморфических историй родительских планет хондритных и ахондритных метеоритов, с особым акцентом на его работе по геологической истории Марса, основанной на исследованиях марсианских метеоритов и космических полётов на эту планету. |
| 2009 | Роберт Норман Клейтон | За пионерское исследование изотопов кислорода с целью выяснить природу и происхождение метеоритов, показавшее, что метеориты были собраны из компонентов с различным ядерным происхождением.                                                                              |
| 2006 | Клаус Кейл            | За новаторские количественные исследования минералов в метеоритах и важный вклад в понимание природы, происхождения и эволюции их родительских тел. |
| 2003 | Джон Уоссон           | За важные исследования по классификации, происхождению и ранней истории железных и хондритных метеоритов, а также по способу образования хондр. |
| 2000 | Джордж Уэзерилл       | За уникальный вклад в космохронологию планет и метеоритов, а также в исследование динамики орбит и формирования тел Солнечной системы. |
| 1997 | Эрнст Куниберт Циннер | За новаторские исследования изотопного состава околозвездных частиц пыли, сохраняющихся в метеоритах. |
| 1994 | Дональд Браунли       | |
| 1991 | Роберт Михаэль Уокер  | |
| 1988 | Алистер Камерон       | |
| 1985 | Геральд Вассербург    | |
| 1962 | Гарольд Клейтон Юри   | |
| 1888 | Хьюберт Энсон Ньютон  | За исследования законов движения метеоров и комет, а также их взаимосвязь. |